# تومي فار
تومي فار (بالإنجليزية: Tommy Farr)‏ مواليد 12 مارس 1913 في ويلز - الوفاة 01 مارس 1986، كان ملاكم بريطاني سابق صنّف ضمن فئة الوزن الثقيل.

## إحصائيات
خاض خلال مسيرته 137 نزالا، فاز في 84 وتعادل في 17 وخسر في 34. فاز بالضربة القاضية في 24 نزالا.

## روابط خارجية
- تومي فار على موقع بوكس ريك (الإنجليزية) (registration required)